# Валтимо
Валтимо (фін. Valtimo) — громада в провінції Північна Карелія, губернія Східна Фінляндія, Фінляндія. Загальна площа території — 838,10 км², з яких 37,75 км² — вода. 

## Демографія
На 31 січня 2011 в громаді Валтимо проживало 2448 чоловік: 1264 чоловіків і 1184 жінок. 
Фінська мова є рідною для 99,39% жителів, шведська — для 0,12%. Інші мови є рідними для 0,49% жителів громади. 
Віковий склад населення: 
- до 14 років — 12,46%
- від 15 до 64 років — 61,03%
- від 65 років — 26,92%

Зміна чисельності населення за роками:  
| Рік  | Чисельність |
| ---- | ----------- |
| 1980 | 4019        |
| 1990 | 3637        |
| 2000 | 3002        |
| 2010 | 2458        |
| 2011 | 2448        |

## Галерея

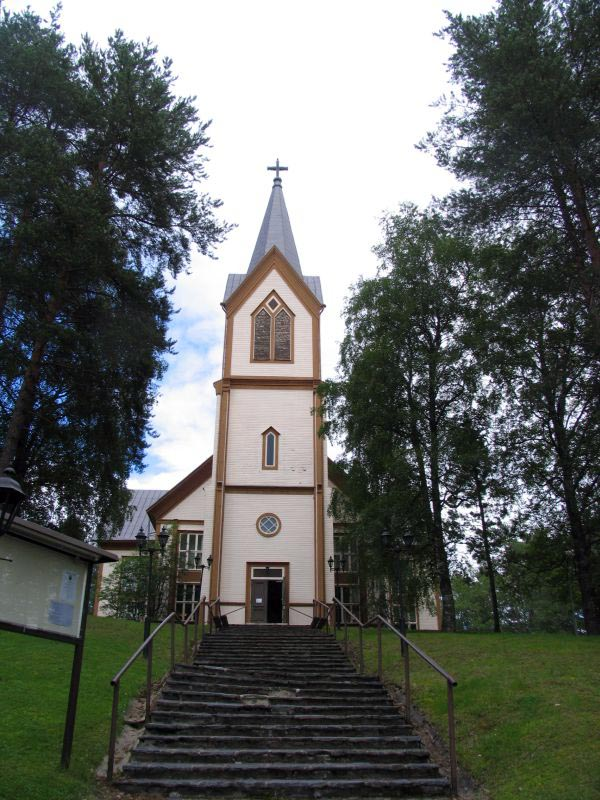
Церква у Валтимо